# Parroquia San Pedro (Caracas)
La Parroquia San Pedro es una de las 22 parroquias del Municipio Libertador del Distrito Capital de Venezuela y una de las 32 parroquias del Área Metropolitana de Caracas.

## Historia

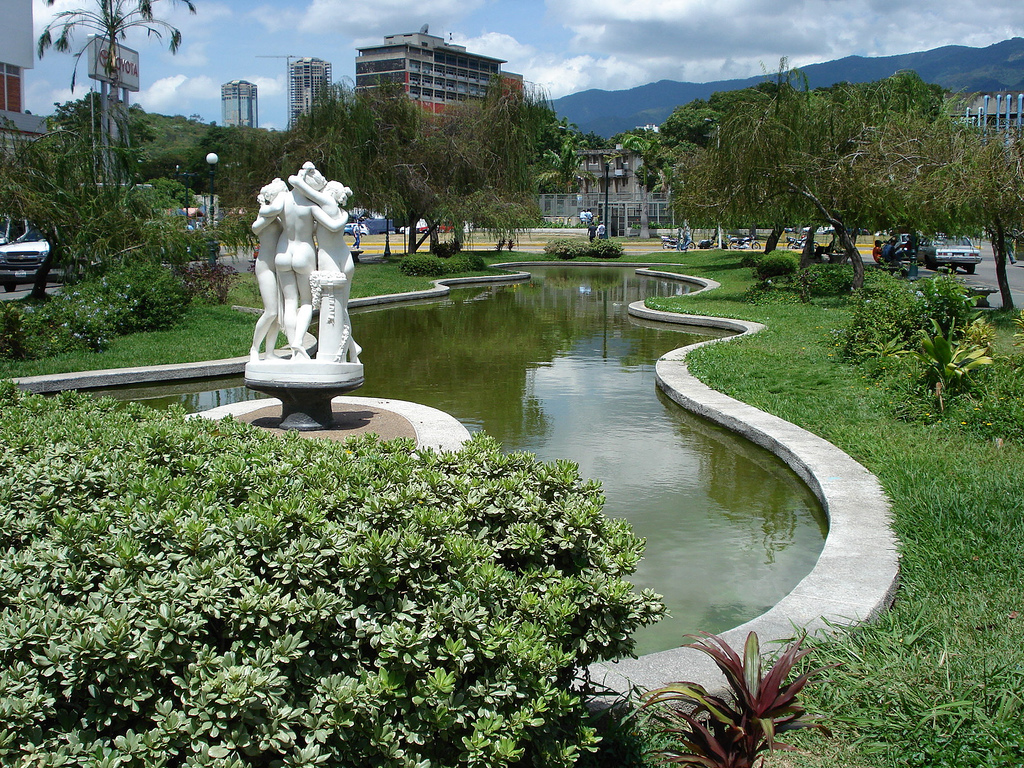
Vista de la Plaza Las Tres Gracias, al fondo la Ciudad Universitaria de Caracas.

Durante siglos el área que hoy ocupa la Parroquia San Pedro estaba ocupada por numerosas haciendas debido a la productividad de sus suelos y la presencia de los ríos Guaire y Valle, pero ya muy entrado el siglo XX comenzó un proceso de crecimiento poblacional provocado por el crecimiento de Caracas en la década de los 40; uno de los principales promotores de la conformación urbana del área fue el presidente de la República Isaías Medina Angarita, el cual comenzó a desarrollar en torno al eje de la Avenida Presidente Medina, también conocida como Avenida Victoria. La Urbanización Las Acacias, destinada a la Clase Media y a las colonias italianas, española y portuguesas establecidas en esa época en el país. También en su período presidencial se inició la construcción de la Ciudad Universitaria de Caracas para servirle de sede a la Universidad Central de Venezuela y es terminado luego bajo el gobierno de Marcos Pérez Jiménez en 1953. En ese nuevo gobierno se emprendieron otras obras públicas importantes como el Sistema de la Nacionalidad en honor a la independencia de Venezuela, Colombia, Ecuador, Perú y Bolivia, construyendo el Paseo Los ilustres, Paseo Los Precursores y el Paseo Los Próceres con la Plaza Las Tres Gracias y la Plaza Los Símbolos. Cuenta también con la sede de el Helicoide donde se halla la sede del SEBIN. Y la Sede del Comando Nacional Antidrogas de la Guardia Nacional. Por otra parte se construyó la Plaza Tiuna para rendirle honores a los indígenas que habitaban Caracas antes de la colonización española. 
La Parroquia San Pedro fue creada mediante Gaceta Oficial del entonces Distrito Federal el 13 de octubre de 1994 con territorios que eran parte de las parroquias El Valle y Santa Rosalía, y parte este de San Agustín; mitad oeste del parque Jardín Botánico
es conocida también por ser una de las parroquias en las que supuestamente nació el actual presidente Nicolás Maduro

## Geografía
Está ubicada al Este del municipio y es la parroquia más joven de la ciudad fundada en el año 1994. Limita al norte con la parroquia El Recreo y San Agustín; al sur con la Parroquia El Valle y el Municipio Baruta; al este limita con el Municipio Baruta y al oeste con la Parroquia Santa Rosalía.

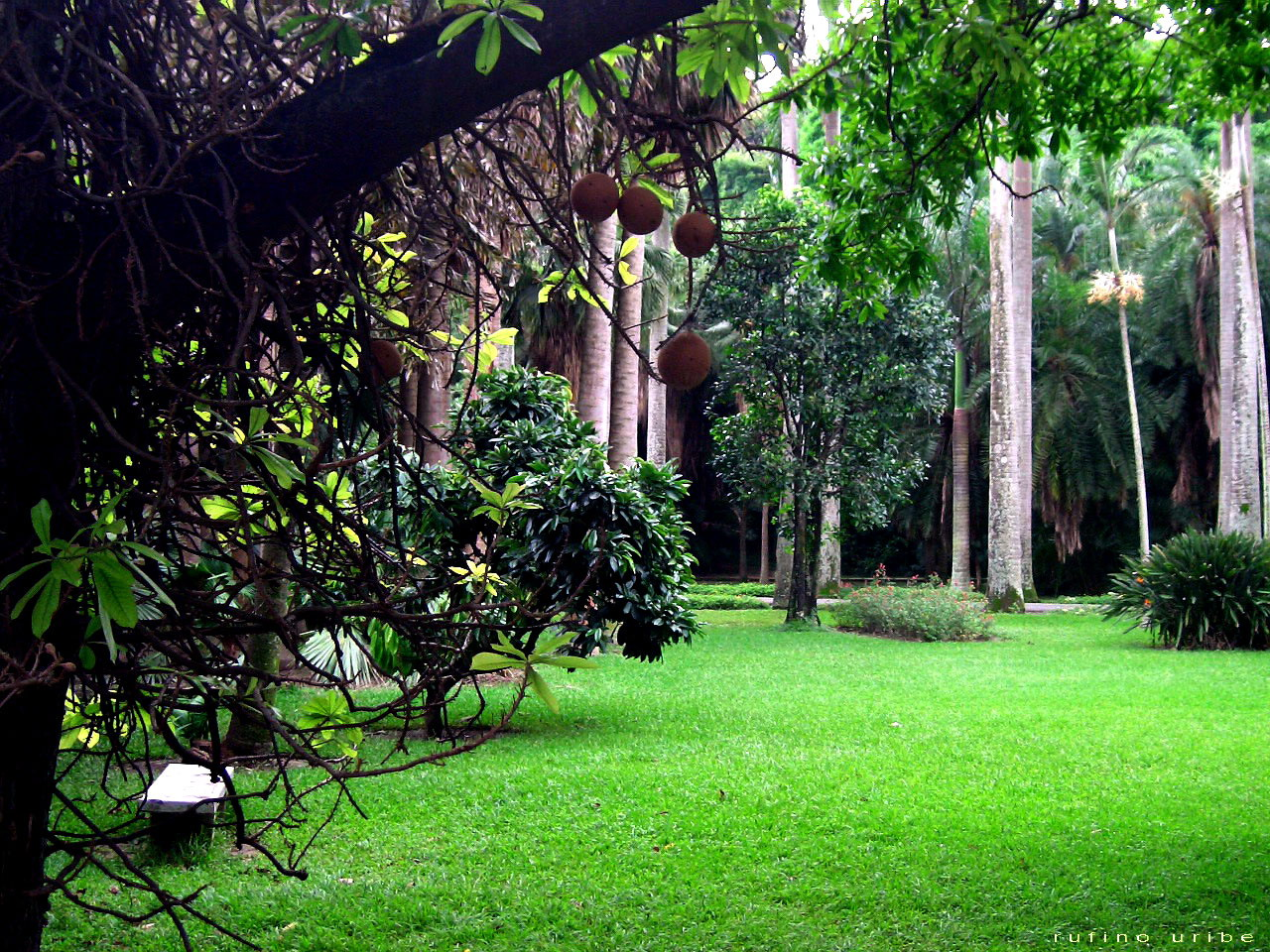
Jardín Botánico de Caracas, Parroquia San Pedro.

Según las estadísticas del XIV Censo Nacional de Población y Vivienda 2011 del INE la parroquia posee una población de 58.254 habitantes en el año 2011 y se estima que para 2023 tendría una población de 122.000 habitantes. Según el censo la parroquia está compuesta predominantemente por urbanizaciones de clase media obteniendo una de los mayores porcentajes de captación del PIB de la capital, el campus de la Universidad Central de Venezuela (Patrimonio de la Humanidad) y el Jardín Botánico. Entre los principales sectores y urbanizaciones de la parroquia se encuentran: Valle Abajo, Los Laureles, Prados de María, Los Chaguaramos, Colinas de los Chaguaramos, Los Rosales, Los Símbolos, Colinas de Bello Monte (una parte), Santa Mónica, Las Acacias, Colinas de Las Acacias, Terrazas de Las Acacias y Colinas de Santa Mónica. En esta urbanización también se encuentran los barrios: Ajuro, Auyantepuy, Urbanismo Terrazas del Alba, El Helicoide, La Bandera El Progreso, El Rincón, León Droz Blanco, Primera Fila, entre otros.

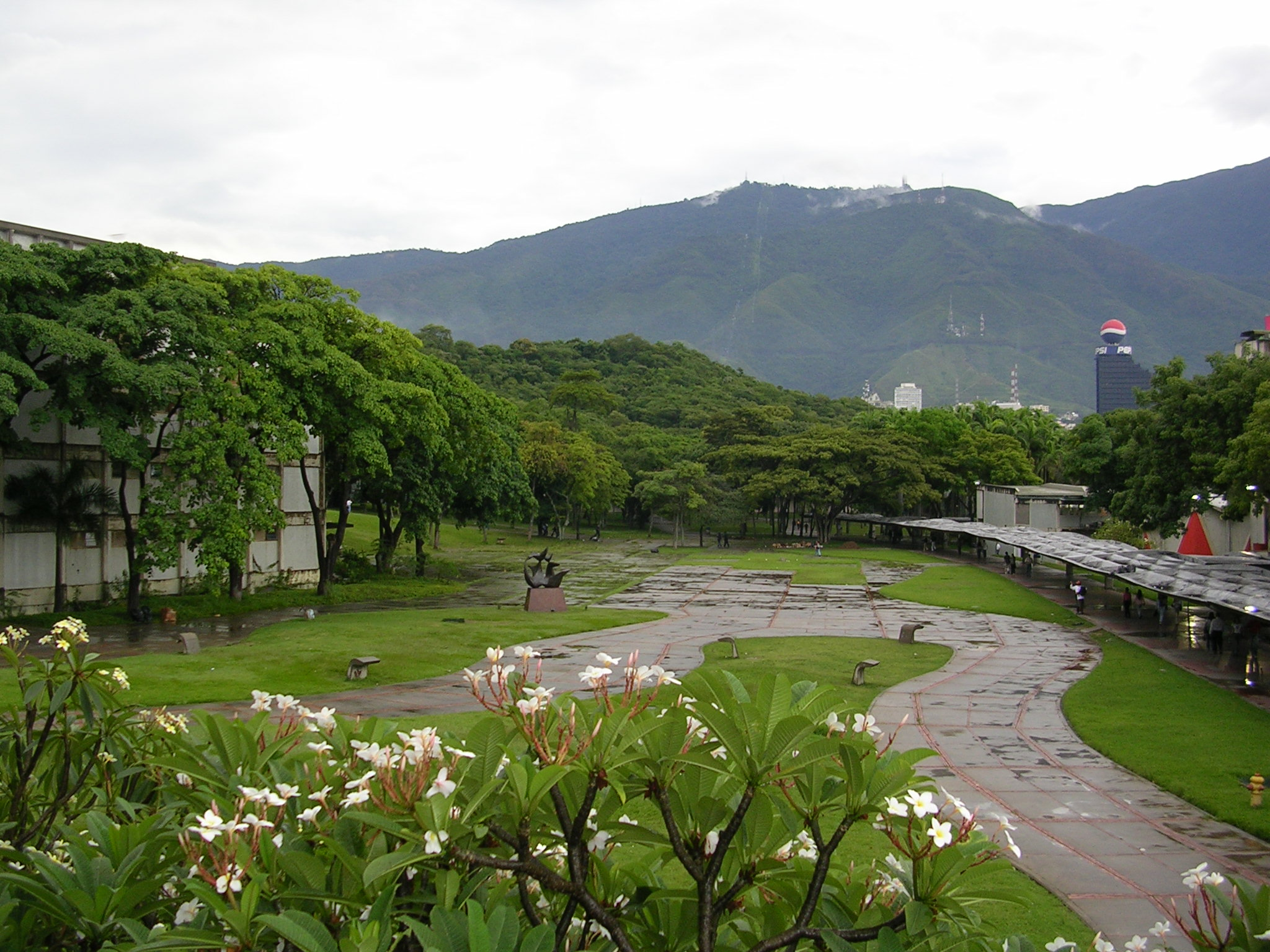
Ciudad Universitaria de Caracas, sede de la UCV.

## Patrimonio de la Humanidad
Dentro de la Ciudad Universitaria de Caracas (CUC) se encuentran el Jardín Botánico de la UCV, que antes fue parte de la hacienda San Agustín, y una parte que le correspondió como parroquia, antes de crearse San Pedro, el estadio de fútbol más grande de Caracas el Olímpico de la UCV, el Estadio Universitario de Caracas el más grande de béisbol en la ciudad, el Aula Magna, el mural de los conductores y la estatua de María Lionza. En el año 2000 la CUC fue declarada Patrimonio de la Humanidad por la Unesco.

## Transporte
Las principales arterias viales de la parroquia son la Avenida Nueva Granada que conecta el centro histórico de la ciudad con el sur, la Avenida Presidente Medina o Avenida Victoria que recorre desde el Centro Comercial Multiplaza Victoria hasta la Iglesia de San Pedro, la Avenida Roosevelt al sur de la parroquia, la Avenida principal de Santa Mónica donde se encuentra uno de los sectores comerciales más importantes del área y el Paseo Los Ilustres, un gran paseo para el disfrute de la familia y atracción para la ciudad; además de encontrarse las autopistas Francisco Fajardo y Valle-Coche. El sistema subterráneo también está presente en la parroquia con las estaciones del Metro de Caracas, Ciudad Universitaria y Los Símbolos. La Bandera. Así Como el Sistema Metrocable de San Agustín el cual Sirve de transporte aéreo Para la zona Norte de la parroquia por Las Terrazas de Las Acacias población que se benefician de este Medio, en San Pedro Hay Hasta los momentos dos rutas de Metrobus la 921 Santa Mónica-Plaza Venezuela, y 662 Terrazas del Alba-Nuevo Circo.